# مایک مک‌کالوم
مایک مک‌کالوم (انگلیسی: Mike McCallum؛ زادهٔ ۷ دسامبر ۱۹۵۶) بوکسور اهل جامائیکا بود.